# Janus Friis
Janus Friis (Copenhaga, 26 de junho de 1976) é um empresário dinamarquês, co-fundador do Skype. Atualmente trabalha em um novo projeto, chamado Vdio, que pretende levar programas gratuitos com qualidade de TV a internautas com conexões rápidas, visando concorrer com a Netflix.
Em 2005, o software Skype, criado por Friis com seu sócio Niklas Zennstrom, foi vendido ao eBay por 4,1 bilhões de dólares. O software foi posteriormente vendido à Microsoft em 2011, por 8,5 bilhões de dólares.